# پوردین (میزوری)
پوردین (به انگلیسی: Purdin) یک شهر در ایالات متحده آمریکا است که در شهرستان لین، میزوری واقع شده‌است. پوردین ۰٫۸۰ کیلومتر مربع مساحت و ۱۹۰ نفر جمعیت دارد و ۲۷۰ متر بالاتر از سطح دریا واقع شده‌است.